# Max Nordau
Max Nordau (29. července 1849, Pešť, Maďarsko - 23. ledna 1923, rodným jménem Simon Maximilian Südfeld) byl sionistický vůdce, lékař, spisovatel a sociální kritik. Společně s Theodorem Herzlem založil Sionistickou organizaci a v průběhu let zastával post prezidenta či viceprezidenta sionistických kongresů. Jako sociální kritik byl autorem mnoha kontroverzních knih, mezi něž patří The Conventional Lies of Our Civilisation (1883), Degeneration (1892) a Paradoxes (1896).